# Božena Holečková
Božena Holečková, též Božena Holečková-Dolejší (11. května 1909 – ???), byla česká a československá politička Komunistické strany Československa a poúnorová poslankyně Národního shromáždění ČSR.

## Biografie
Působila jako komunistická novinářka a redaktorka ženského časopisu. Publikovala spisy o ženské otázce, překládala z ruštiny.
Za okupace byla vězněna v koncentračním táboře Ravensbrück. Mezi její spoluvězeňkyně zde patřila mj. Rosa Thälmannová, manželka německého komunistického předáka. Předtím byla roku 1941 vězněna v Praze na Pankráci.
V roce 1948 se uvádí jako úřednice, tajemnice Komunistické strany Československa, bytem Ostrava. IX. sjezd KSČ ji zvolil za členku Ústředního výboru Komunistické strany Československa. Odvolána z funkce byla v listopadu 1952.
Ve volbách roku 1948 byla zvolena do Národního shromáždění za KSČ ve volebním kraji Opava. V parlamentu zasedala do konce funkčního období, tedy do voleb v roce 1954.
Jejím manželem byl komunistický novinář Vojtěch Dolejší. Žila ještě v roce 1983.